# Andrejs Apsītis
Andrejs Apsītis (russisch Андрей Апситис; * 7. Februar 1888 in Livonia; † 2. September 1945 in Riga) war ein lettischer Radrennfahrer und nationaler Meister im Radsport.

## Sportliche Laufbahn
Apsītis nahm an den Olympischen Sommerspielen 1912 in Stockholm für Russland teil. Bei den Spielen belegte er beim Sieg von Rudolph Lewis im olympischen Einzelzeitfahren den 60. Platz. Die russische Mannschaft kam nicht in die Mannschaftswertung. 1924 startete er bei den Olympischen Sommerspielen in Paris in der Mannschaftsverfolgung.
1930 und 1931 wurde er jeweils lettischer Meister im Straßenrennen und im Mannschaftszeitfahren.
Apsītis war Gewinner der Allrussischen Sportspiele im Sprint und 20-Kilometer-Rennen 1913, sowie Sieger der II. Allrussischen Spiele im Sprint 1914.